# Várfalva
Várfalva (románul Moldovenești, korábban Varfalău, németül Burgdorf) falu Romániában Kolozs megyében, az azonos nevű község központja.

## Fekvése
A falu Tordától 12 km-re délnyugatra az Aranyos folyó völgyében az Erdélyi-érchegység lábánál fekszik.

## Nevének eredete
Nevét a felette emelkedő várról kapta. Román neve román családnévből származik, jelentése moldvaiak.

## Története
1075-ben castrum Turda néven említik először. 1291-ben Turdavar néven szerepel. A vár elődjét a rómaiak építették az itteni aranybányák védelmére. A monda szerint a tatárok ellen egy Fütyer nevű kapitány védelmezte. A falu lakói unitáriusok lettek, így a régi templom is az övék lett. A katolikusok a 18. században kápolnát építettek.
1910-ben a falu 1145 lakosából 991 magyar és 151 román volt. A trianoni békeszerződésig Torda-Aranyos vármegye Torockói járásához tartozott. 1992-ben társközségeivel (Bágyon, Csegez, Kövend, Székelyhidas, Kercsed és Aranyosrákos) együtt 2330 magyar és 1522 román lakta.
A művelődési ház néhai Pataki András, helybeli unitárius lelkész nevét viseli, akinek a kezdeményezésére építette a közösség saját anyagi forrásokból.
2015-ben a belga Sonaca csoport 5,4 millió eurós állami támogatást nyert a Várfalván építendő gyárhoz, ahol Airbus és Embraer alkatrészeket terveznek gyártani.

## Látnivalók
- A falu feletti magaslaton ovális sánc látszik, az egykori Torda várának maradványa, melyet már 1075-ben említenek.
- Unitárius temploma 1300 körül épült román stílusban, majd gótizálták és 1672-ben megújították.
- Jósika-kastély Jósika-kastély, archív felvétel
- Határában található az Aranyos folyó festői sziklaszorosa, ennek közelében a Berkesi-hasadék a Berkes-patakának szurdoka szép vízeséssel. A Leánykő és az Örvénykő festői sziklacsúcsához mondák is fűződnek.
- Hanusz István írt a Várkútnak nevezett és gyógyító hatásúnak gondolt forrásról, amely körül a korabeli helyi mesék szerint minden éjjel tündérek merítenek vizet, hogy azt a várba hordják.[4]

## Képgaléria

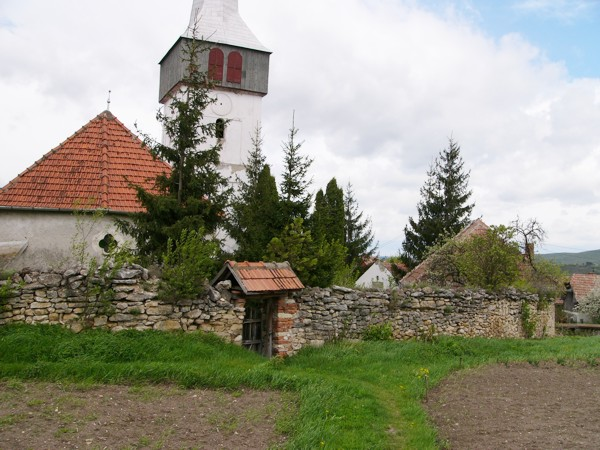
Unitárius templom (felújítás előtt)
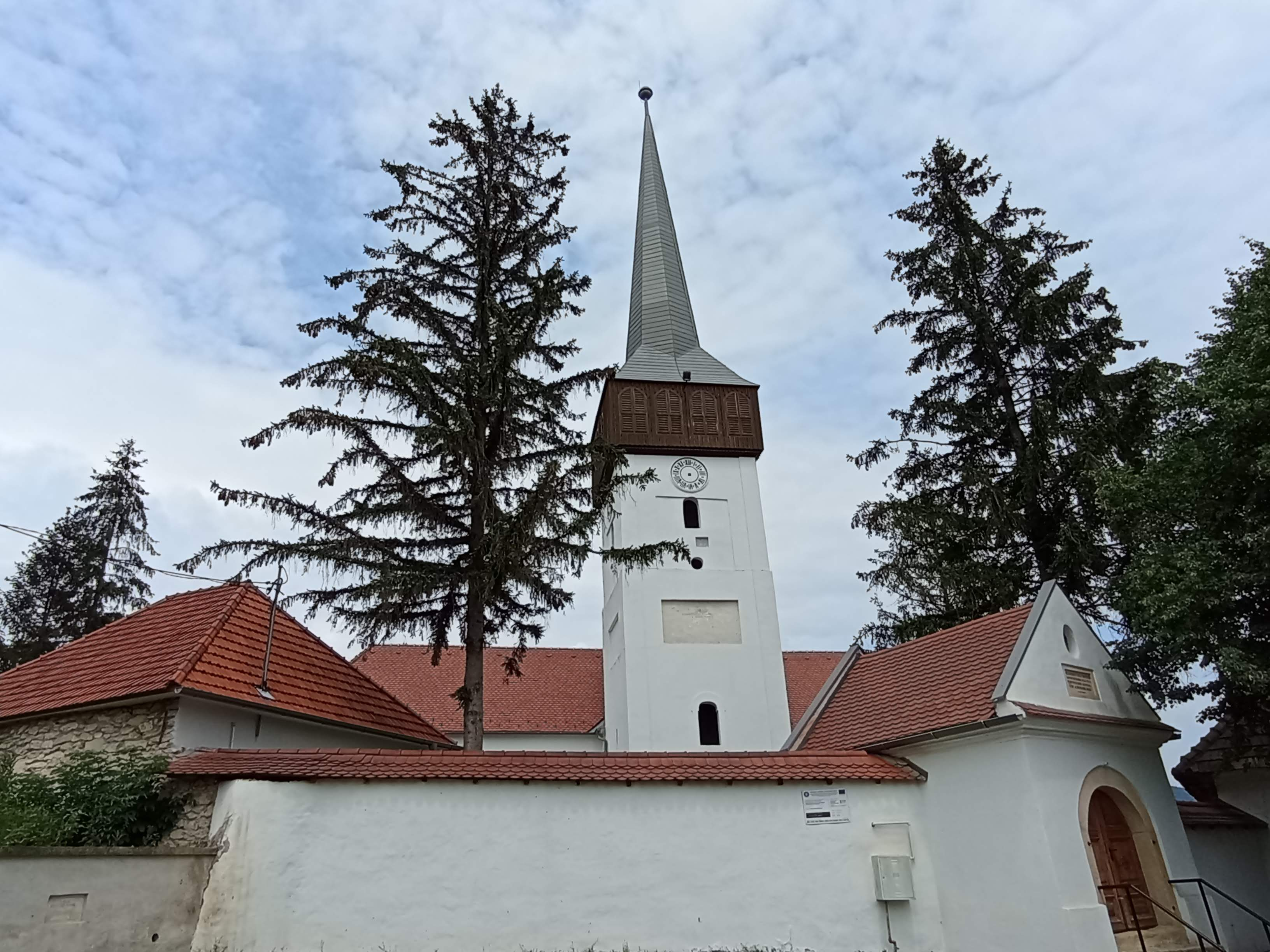
Felújított Unitárius műemléktemplom
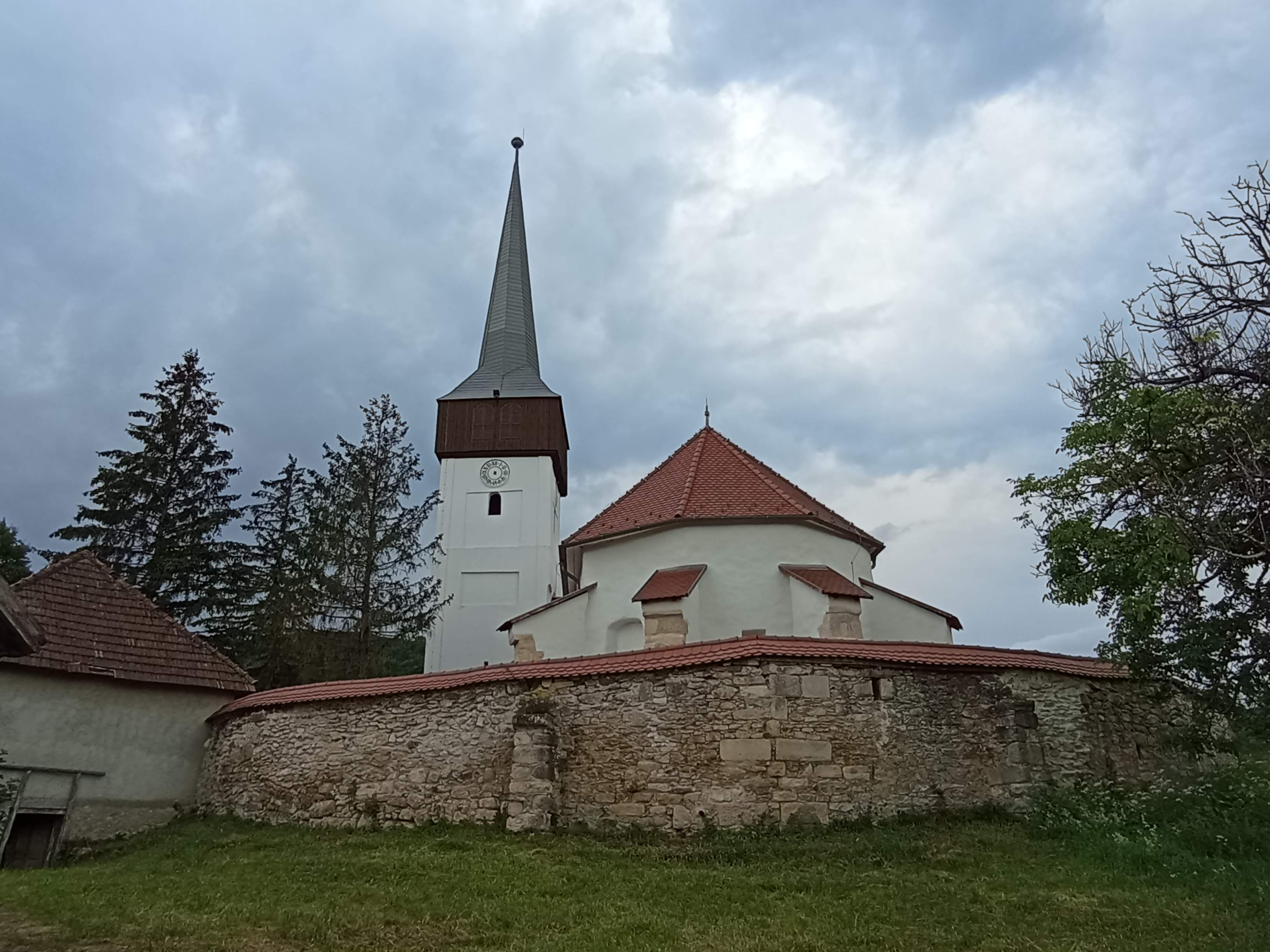
Unitárius műemléktemplom és kőfalkerítés
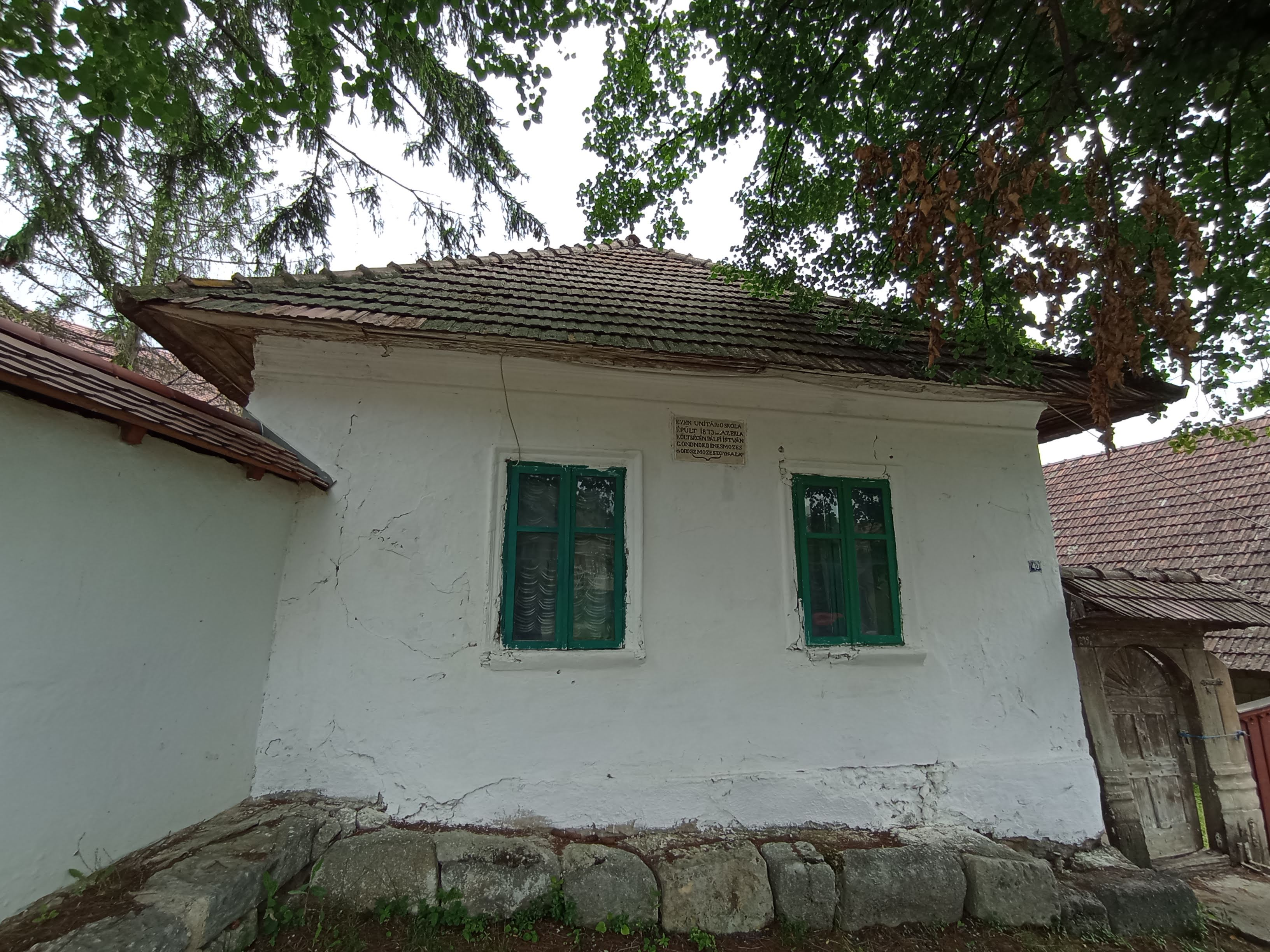
Korabeli Unitárius Iskola épülete (épült 1873-ban)
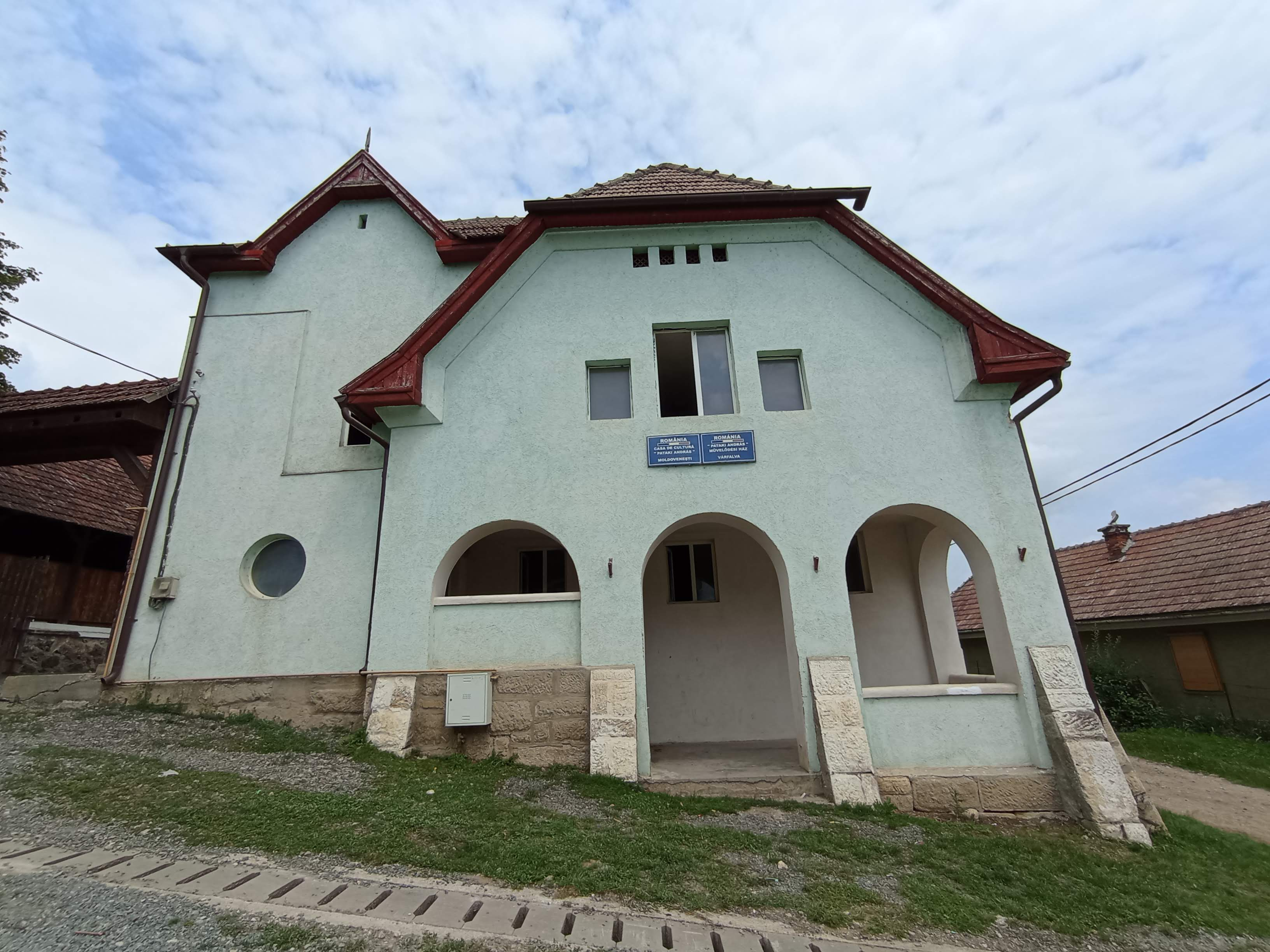
Pataki András Művelődési Ház
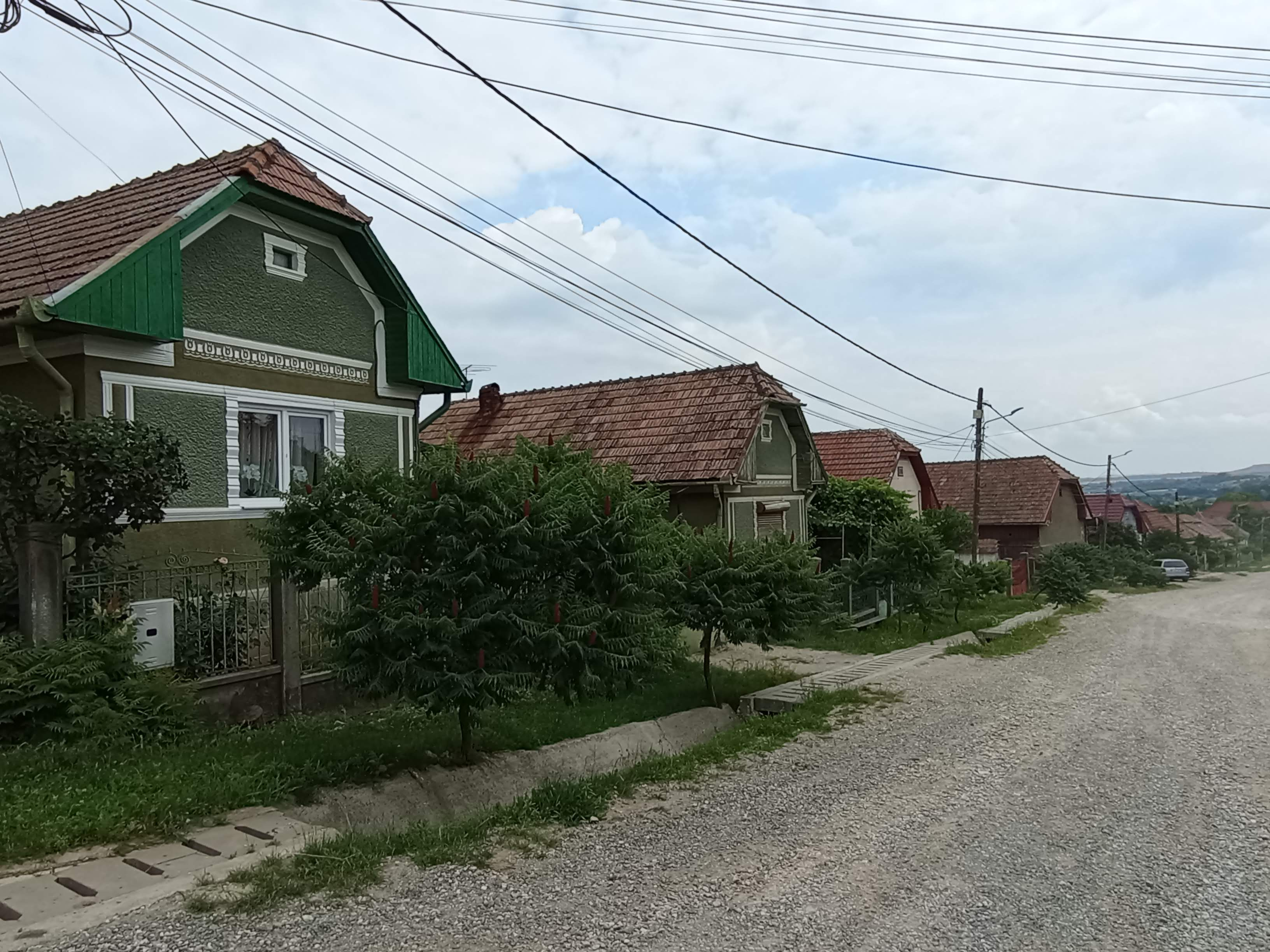
Jellegzetes utcakép, hagyományos épülethomlokzatok
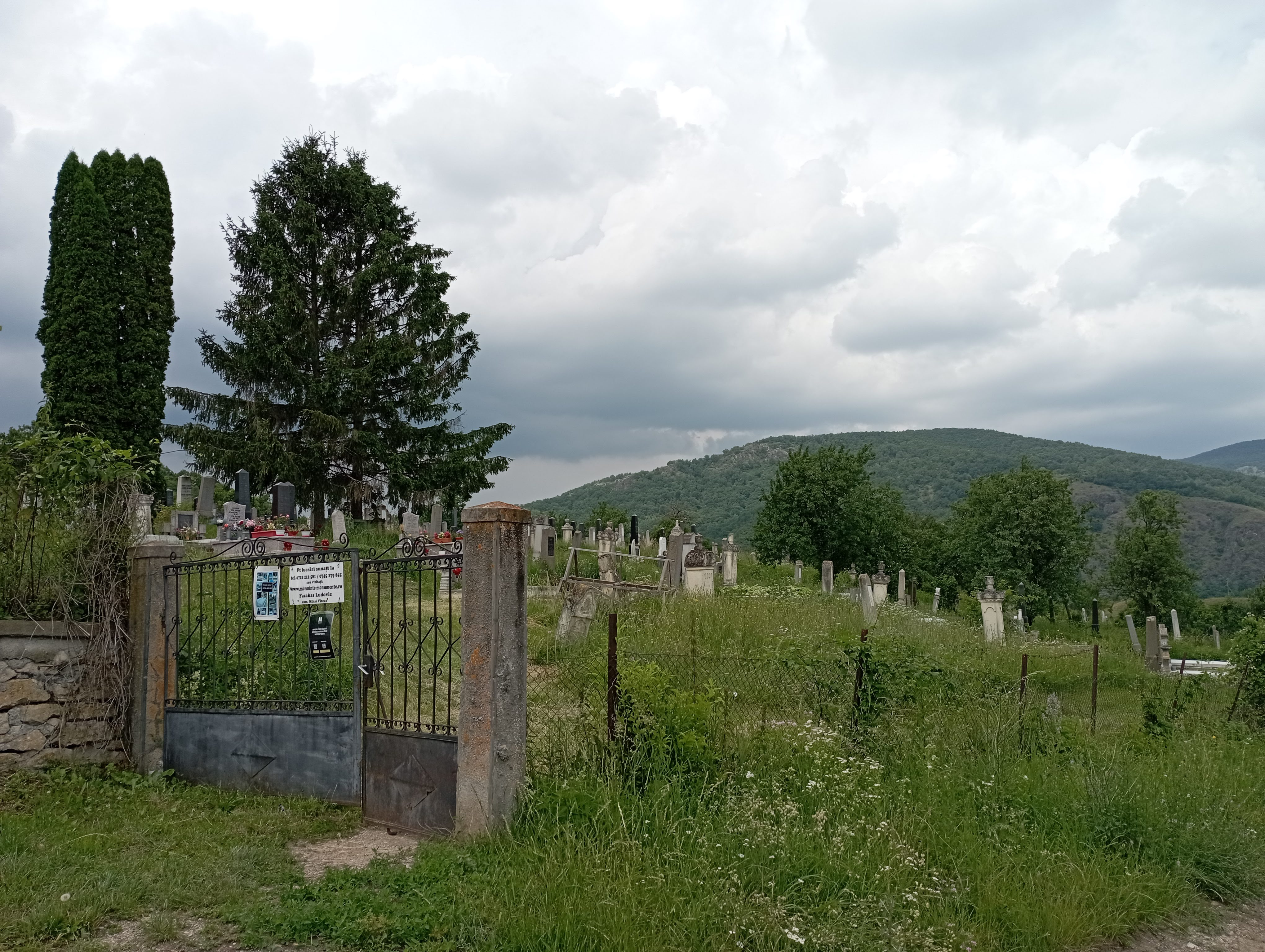
Unitárius temető
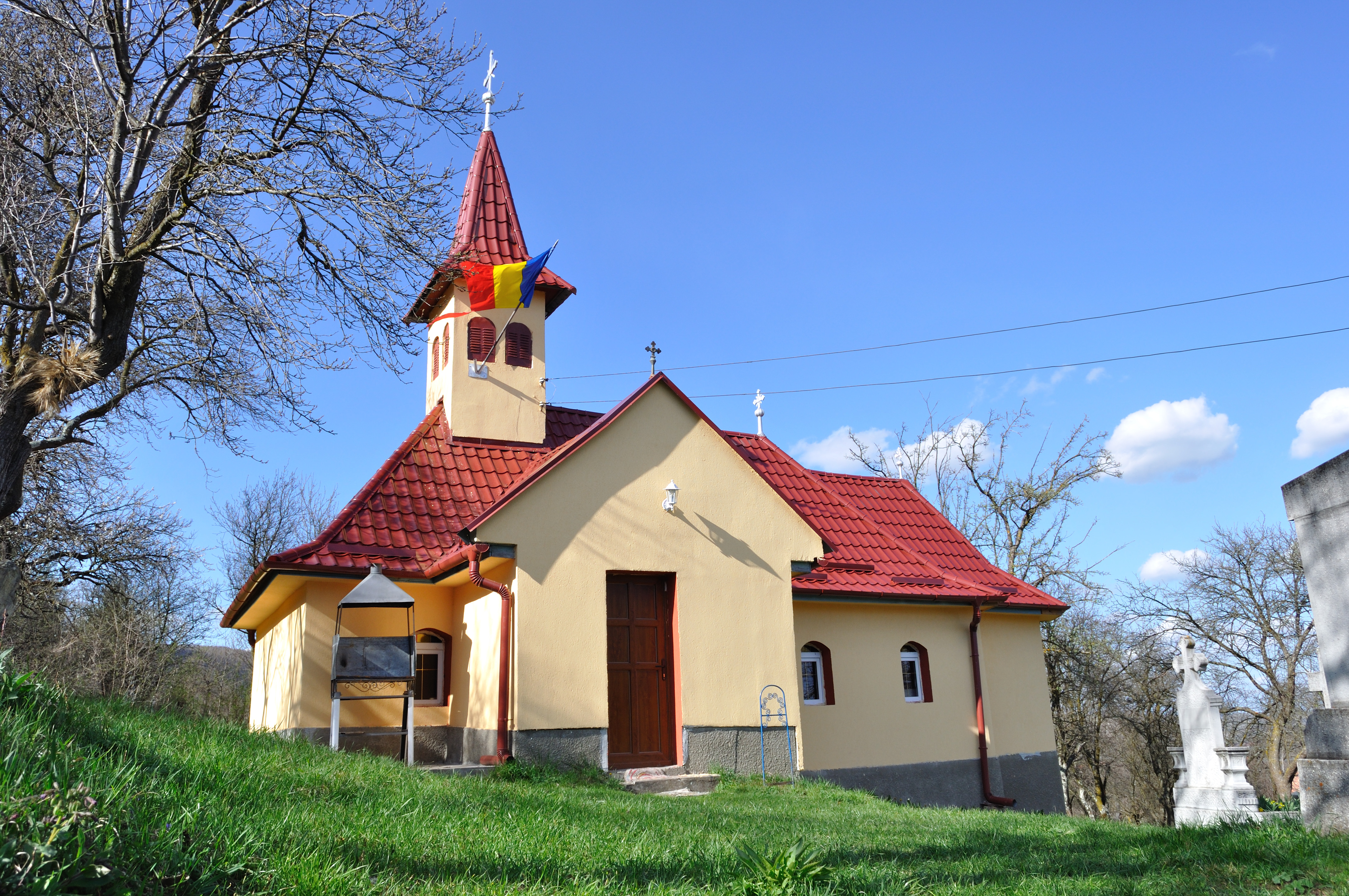
Szent Arkangyalok ortodox fatemplom
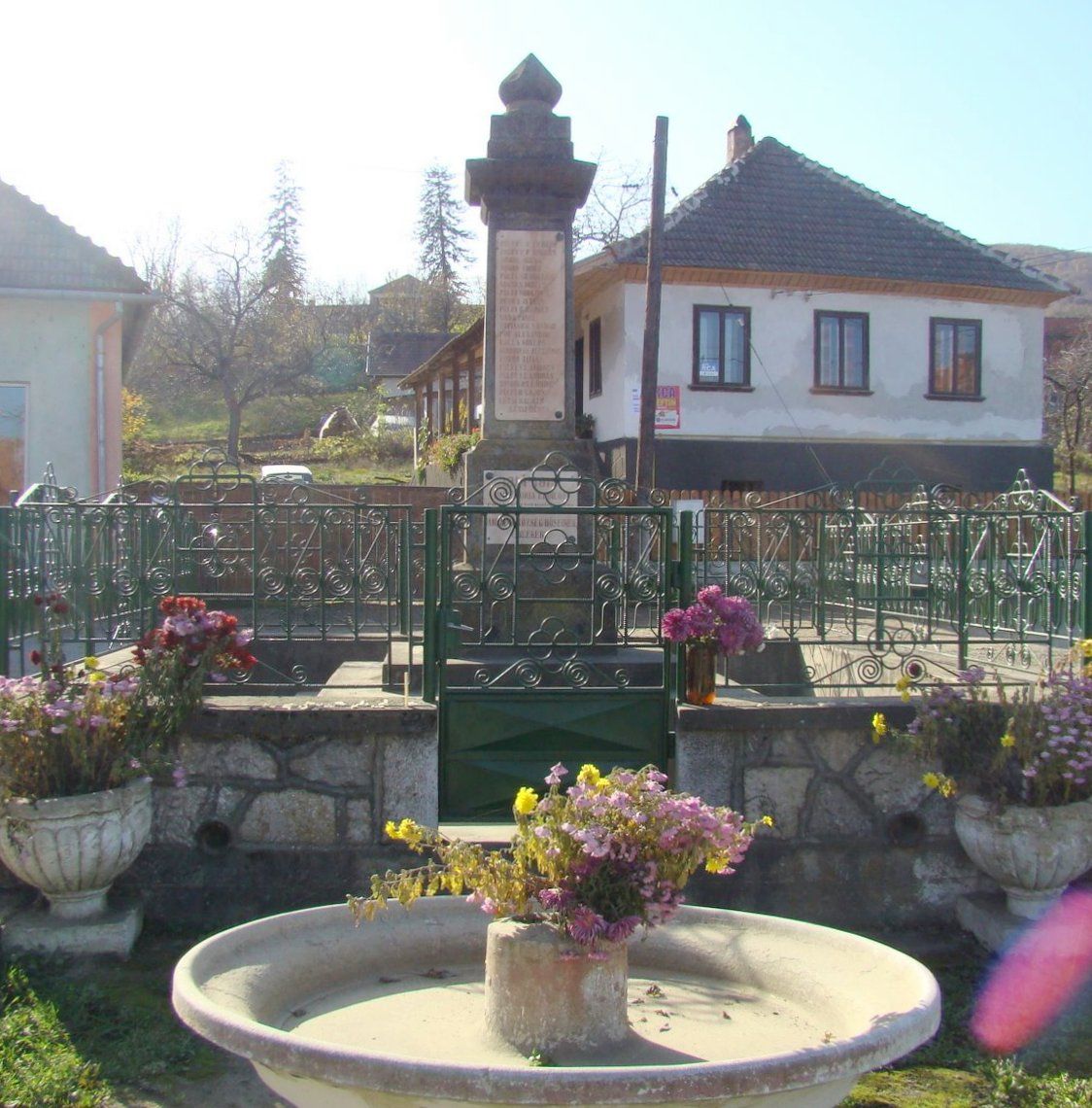
Hősök emlékműve
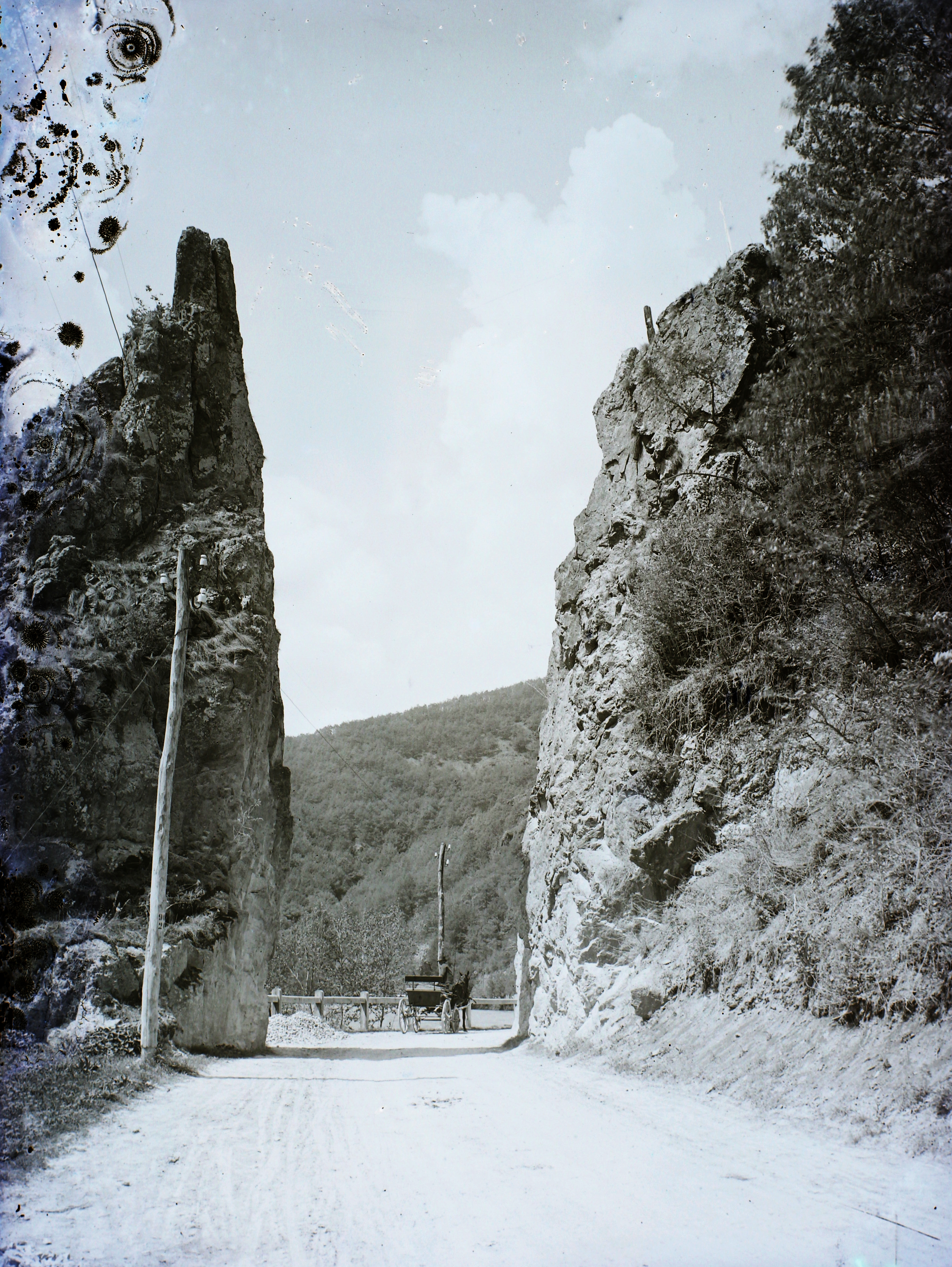
Leánykakő, Aranyos völgye

- Képek Várfalváról a www.erdely-szep.hu honlapon

## Híres emberek
- Itt született 1850. január 29-én Kádár József történész, néprajzkutató.
- Itt született 1883-ban Ioan Micu Moldovan, neves román folklorista.